# Michael Formanek

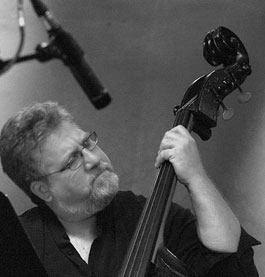
Michael Formanek (2014)

Michael Formanek (* 7. Mai 1958 in San Francisco) ist ein US-amerikanischer Jazz-Bassist und Komponist.

## Leben und Wirken
Formanek studierte an der California State University. Er arbeitete als Sideman u. a. mit Freddie Hubbard, Joe Henderson, Dave Liebman, Fred Hersch und Attila Zoller, bevor 1990 sein erstes Album als Bandleader und Komponist erschien: Wide Open Spaces. An seinem zweiten Album Extended Animation wirkte erstmals der Saxophonist Tim Berne mit, der in den folgenden Jahren einer seiner wichtigsten musikalischen Partner wurde.
1994 wurde Formanek Mitglied von Bernes Quartett Bloodcount, mit dem er mehrere Alben aufnahm. Ende der 1990er Jahre tourte er mit Formanek als Duo durch die USA und nahm mit ihm 1998 das Album Ornery People auf. Im Folgejahr erschien sein Soloalbum Am I Bothering You?. Daneben tourte er mit dem Quartett des Schlagzeugers Gerry Hemingway durch die USA.
Beim Bell Atlantic Jazz Festival in New York 2000 stellte Formanek sein neues Quartett Northern Exposure vor, dem der Schlagzeuger Jim Black, der Trompeter Dave Ballou und der Saxophonist Henrik Frisk angehören. Außerdem arbeitete er seit den 1990er Jahren als Sideman u. a. mit Jane Ira Bloom, Uri Caine, Marty Ehrlich, James Emery, Lee Konitz, Kevin Mahogany, der Mingus Big Band, dem New York Jazz Collective, Daniel Schnyder, Lafayette Gilchrist, John Dierker und Jack Walrath, 2021 mit Tony Malaby (The Cave of Winds). Formanek nahm 2010 mit Craig Taborn und Gerald Cleaver ein Album für ECM auf. 2020 legte er das Album Pre-Apocalyptic (Out of Our Head) vor, das er mit Tim Berne, Craig Taborn und Gerald Cleaver eingespielt hatte. Zu hören ist er u. a. auch auf Susan Alcorns Album Pedernal (2020), Ingrid Laubrocks The Last Quiet Place (2023) und Jeff Lederers Schoenberg on the Beach (2023).
Formanek lehrt am Baltimore Peabody Conservatory.

## Diskografische Hinweise
- Wide Open Spaces mit Mark Feldman, Vic Firth, Jeff Hirshfield, Wayne Krantz, Greg Osby, 1990
- Extended Animation mit Tim Berne, Mark Feldman, Jeff Hirshfield, Wayne Krantz, 1991
- Loose Cannon mit Tim Berne, Jeff Hirshfield, 1992
- Low Profile mit Tim Berne, Salvatore Bonafede, Dave Douglas, Marty Ehrlich, Frank Lacy, Marvin Smitty Smith, 1993
- Nature of the Beast mit Tim Berne, Jim Black, Dave Douglas, Tony Malaby, Chris Speed, Steve Swell, 1996
- Am I Bothering You?, Soloalbum, 1997
- Tim Berne & Michael Formanek: Ornery People (1998, 2019)
- The Rub And Spare Change mit Tim Berne, Craig Taborn, Gerald Cleaver, 2009
- Small Places mit Tim Berne, Craig Taborn, Gerald Cleaver, 2011
- Ellery Eskelin, Susan Alcorn, Michael Formanek: Mirage, 2013
- The Distance, ECM, 2016, mit Loren Stillman, Oscar Noriega, Chris Speed, Brian Settles, Tim Berne, Dave Ballou, Ralph Alessi, Shane Endsley, Kirk Knuffke, Alan Ferber, Jacob Garchik, Ben Gerstein, Jeff Nelson, Patricia Brennan, Mary Halvorson, Kris Davis, Tomas Fujiwara, Mark Helias (Leitung)
- James Hegarty, Michael Formanek, Shane Del Robles: Crossroad (2017)
- Thumbscrew: Michael Formanek / Tomas Fujiwara / Mary Halvorson: Ours and Theirs, Cuneiform Records, 2018
- Michael Formanek Elusion Quartet: Time Like This, Intakt Records, 2018
- Dirigo Rataplan II (2018)
- Michael Formanek Vry Practical Trio: Even Better (2019)
- Tim Berne & Michael Formanek: Ornery People (2019)
- Thumbscrew: The Anthony Braxton Project (2020)
- Thumbscrew: Never Is Enough (2021), mit Mary Halvorson, Tomas Fujiwara
- Were We Where We Were (2022), mit Chet Doxas und Vinnie Sperrazza
- Angelica Sanchez: Sparkle Beings (2022)
- Thumbscrew: Multicolored Midnight (2022), mit Mary Halvorson, Tomas Fujiwara
- Michael Formanek Elusion Quartet: As Things Do (2023)
- Thumbscrew: Wingbeats (Cuneiform, 2024)